# Westley
Westley är en by och en civil parish i distriktet West Suffolk i Suffolk i England. Orten hade 189 invånare (2001).